# Gebrüder Ihle Bruchsal
Gebrüder Ihle, Bruchsal, war ursprünglich ein Kleinserienhersteller von individuellen Automobilkarosserien und später Hersteller von Autoscootern und Karussellen.

## Geschichte

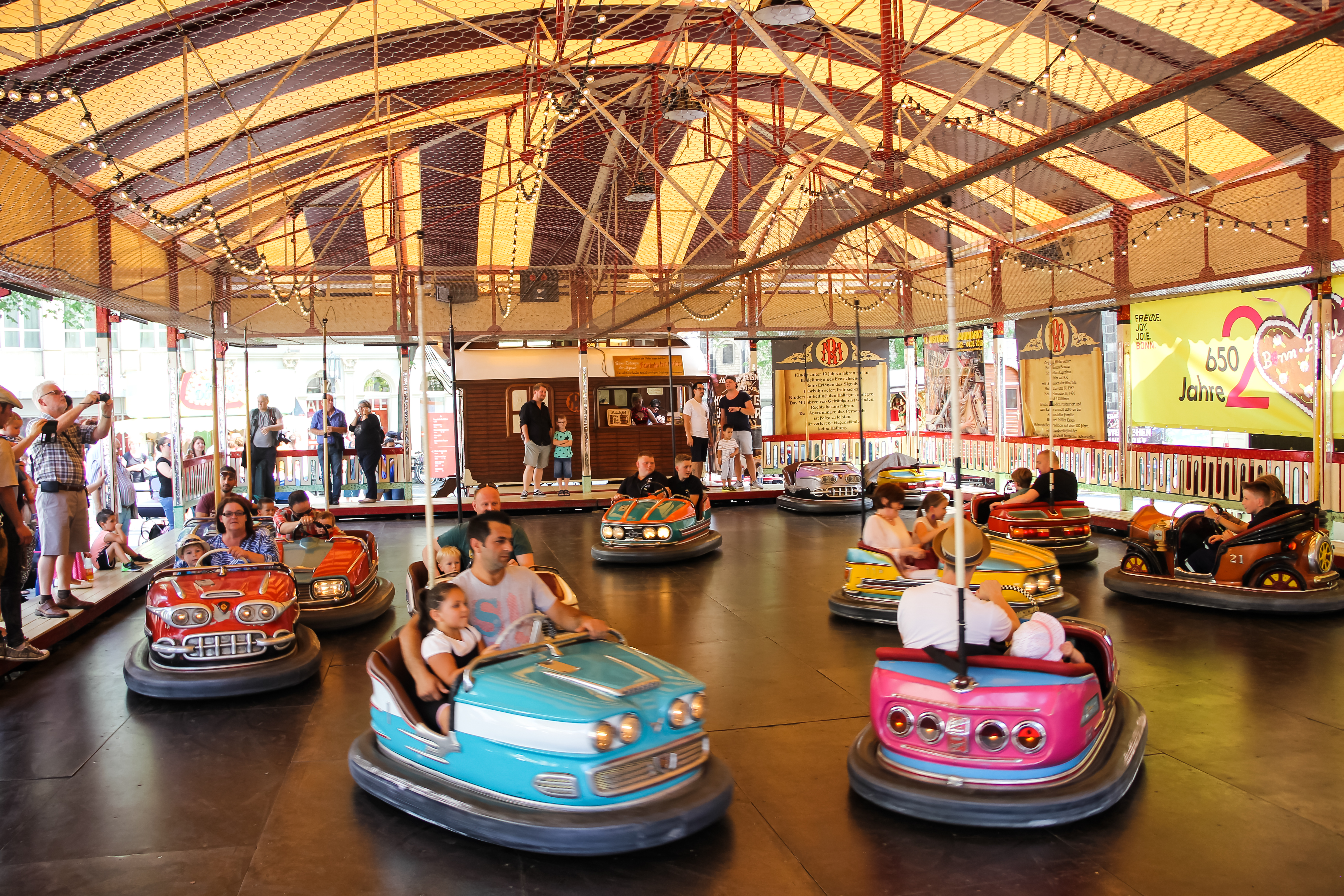
Autoscooter der Gebrüder Ihle auf einem historischen Jahrmarkt auf dem Münsterplatz in Bonn anlässlich der Feierlichkeiten „650 Jahre Pützchens Markt“ (2017)

Die Gebrüder Rudolf und Fritz Ihle aus Bruchsal waren Kraftfahrzeugmeister und hatten sich 1930 in Bruchsal selbständig gemacht. Sie entschlossen sich bald, Sonderkarosserien auf Basis gängiger Kleinwagen anzubieten (zunächst Dixi und BMW, dann auch DKW, Fiat, Ford und Steyr usw.). Der Kunde konnte einen Bausatz für die Selbstmontage erhalten oder seinen Wagen in Bruchsal umbauen lassen. Oder aber die Brüder kauften gebrauchte Wagen auf, überarbeiteten sie technisch und kleideten sie neu ein.
Die Gestaltung der Ihle-Karosserien war an bekannte Renn- und Sportwagen angelehnt und stellte eine Aufwertung älterer Modelle dar, die zum Teil Anfang der 1920er Jahre auf den Markt gekommen waren. Viele dieser Autos bestanden teilweise aus Holz, das schnell verwitterte, wogegen Motor und Fahrgestell noch verwendbar waren.
Die Umbaumaßnahmen betrafen zum Teil nicht nur die Karosserie, sondern auch die Ausstattung (z. B. neue Armaturen) und das Fahrgestell, das für manche Modelle gestreckt wurde. Außerdem konnte die Motorleistung erhöht werden.
Angeboten wurden Überarbeitungen für folgende Fahrzeuge: Dixi 3/15, BMW 3/15, DKW-Frontwagen F 1, F 2, F 4, F 5 und Ford Eifel.
Später wurden auch Karosserien für größere Fahrzeuge, z. B. von Opel, gefertigt. Diese waren aber wenig erfolgreich und außerdem hatte sich eine Reihe von Konkurrenten gefunden, die auf gleiche Weise Sonderkarosserien für Serienmodelle anboten. So wurden ab Anfang der 1940er Jahre parallel auch Fahrzeuge für Schausteller hergestellt. Während des Zweiten Weltkriegs sollen Präzisionswaffen und Tragkraftspritzen mit DKW-Motor bei Ihle gebaut worden sein. Nach dem Krieg wurden ausschließlich Produkte für Schausteller hergestellt, wie Autoscooter und Karusselle. Doch auch hier wurde der Konkurrenzdruck so hoch, dass die Firma Gebrüder Ihle Bruchsal nicht mehr existiert.

## Dixi 3/15 und BMW 3/15 Ihle Sport

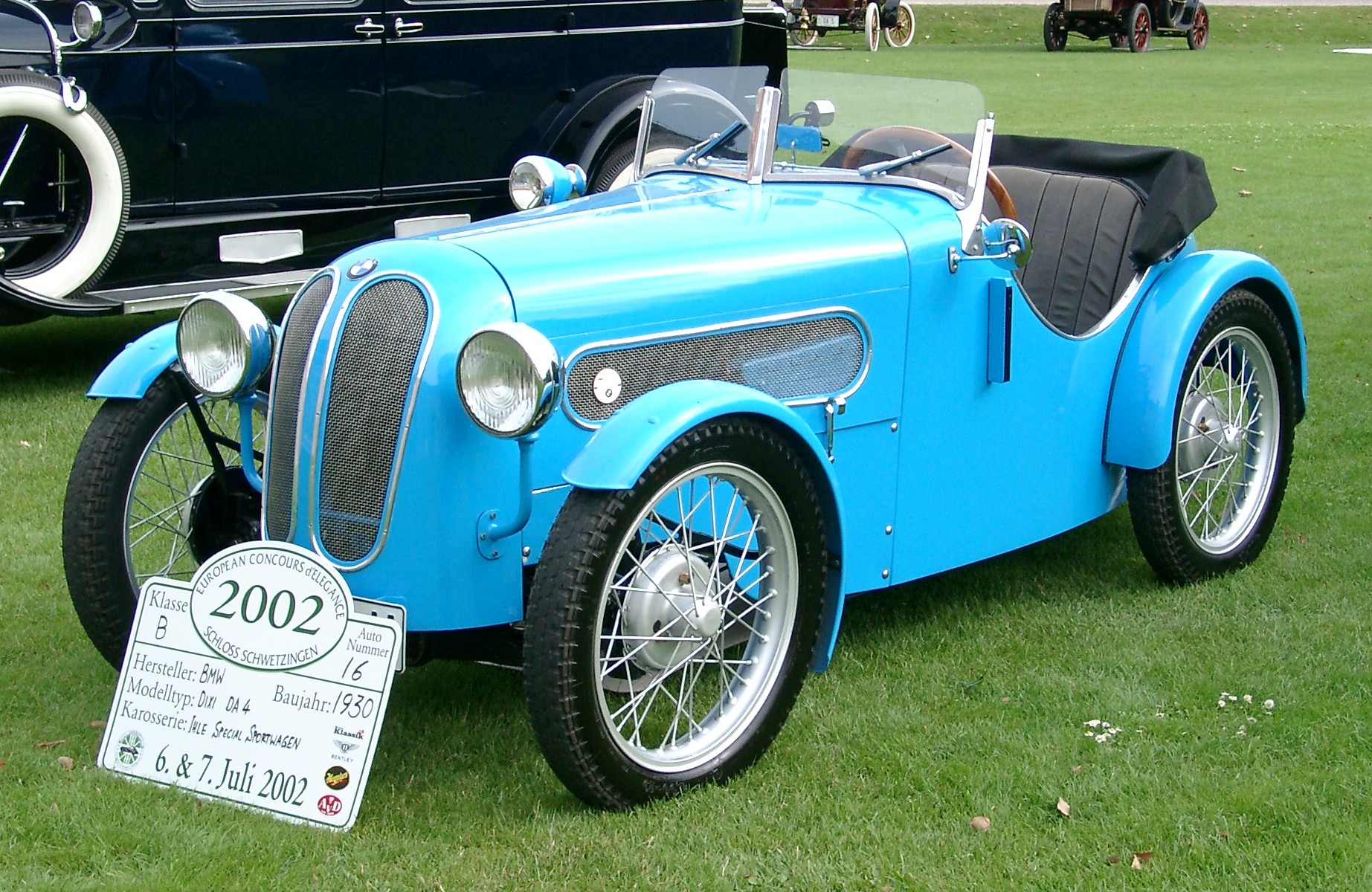
BMW-Ihle Typ 600 (1936)

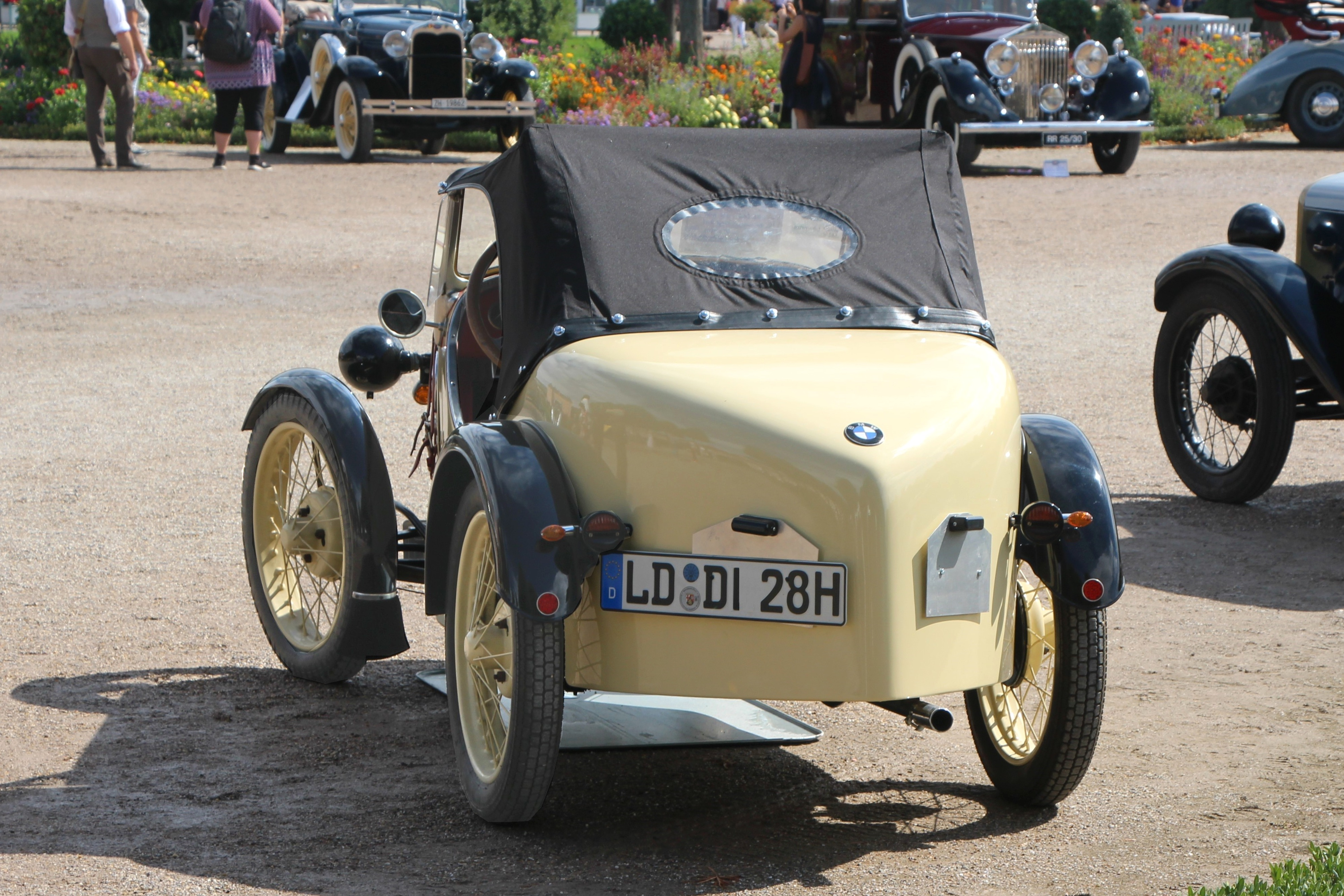
… mit Bootsheck

Es gab Ihle-Karosserien für Dixi 3/15 und den vom Chassis und Motor baugleichen BMW 3/15.
- Ihle Sport Typ 600 (1934–1939), freistehende Vorderräder mit Schutzblech, optische Anleihen vom BMW Wartburg und Bugatti Typ 35.
- Ihle Sport Typ 800 (1936–1939), vorne mit in die Karosserie integrierten Kotflügeln, Designelemente vom BMW 315/1 Sport, später auch vom BMW 328.

Geliefert wurden Ganzstahlkarosserien, die direkt bei Ihle montiert wurden. Außerdem konnten auf Wunsch die Motoren etwas getunt werden. Genauso war es aber auch möglich, die Karosserien als Bausatz bei Ihle zu erwerben.
Lange Zeit hielt sich an BMW-Stammtischen das Gerücht, Ihle habe die BMW-Niere erfunden. Untermauert war diese Meinung dadurch, dass es BMW/Dixi-Fahrzeuge mit Ihle-Karosserien und Erstzulassungen um 1929 gab, die jedoch später von Ihle karossiert worden waren. Der erste BMW mit der bis heute für BMW typischen Niere war der BMW 303 von 1933.
Tatsächlich begann die Fertigung der Ihle-Roadsterkarosserien jedoch erst um 1932, also mit Produktionsende des BMW 3/15 und drei Jahre nach dem letzten Dixi 3/15, zunächst mit dem bis dahin bei BMW üblichen rechteckigen Kühlergrill, der nach unten etwas schmaler wurde, ab etwa 1933 in deutlicher Anlehnung an BMW 303 und BMW 315/1 in Nierenform.
Anzumerken ist allerdings, dass diese Dixi/BMW-Ihles sich im Aussehen teils deutlich unterschieden. Erschwerend für die Identifizierung ist der Umstand, dass viele Ihle-Karosserien von ihren späteren Besitzern modifiziert und umgebaut wurden (z. B. Nierenoptik Kühlergrill bei frühen Modellen und die Vergrößerung des Kofferraumvolumens). Die beliebteste Modifikation war allerdings die Verwendung von BMW-Emblemen, wenn das Basisfahrzeug noch ein damals als veraltet geltender DIXI 3/15 war (die in der Grundform baugleichen BMW 3/15 waren jünger und hatten leichte Vorteile beim Prestige).

## DKW F 2/F 4/F 5 Ihle Roadster

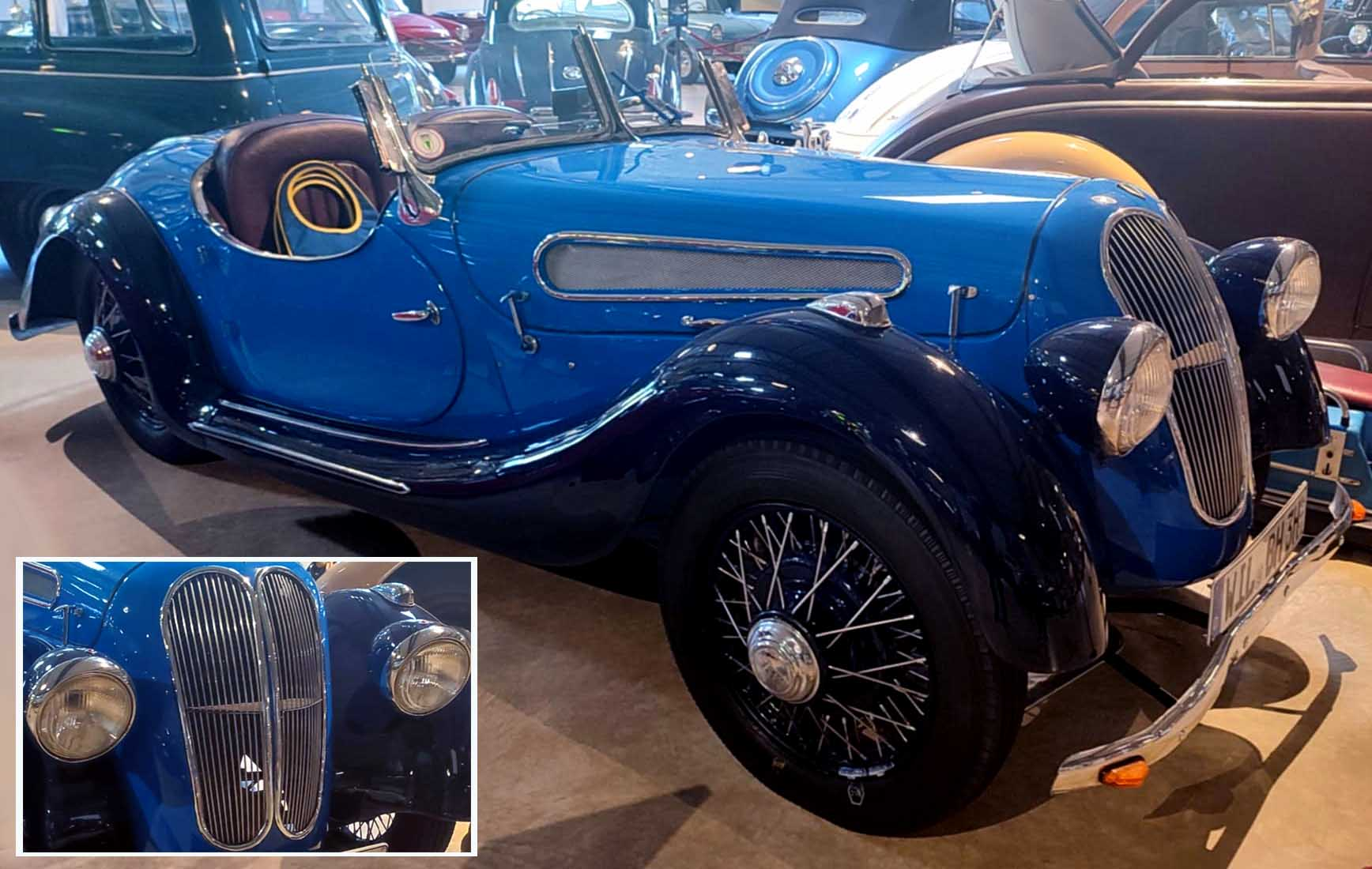
1934 DKW F4 Ihle Roadster

Ganzstahlkarosserie, basierend auf der Dixi 3/15 und BMW 3/15 Ihle Sport 800 Karosserie, für die DKW-Modelle F 2, F 4 und F 5. Teils mit Kühlergrill in BMW Nieren-Optik (nach 1933). DKW Fahrzeuge wurden von Ihle in der Zeit zwischen 1932–1938 in etwa 120 bis 150 Exemplaren zu offenen Roadstern mit Ihle eigener Karosserie umgebaut. Im Gegensatz zum BMW Dixi gab es bei Ihle die DKW Fahrzeuge auch als neue Komplettfahrzeuge. Der Ihle DKW F4 kostete 3250.- Reichsmark.

## Ford Eifel Ihle Sport
Ganzstahlkarosserie basierend auf der Dixi 3/15 und BMW 3/15 Ihle Sport 800 Karosserie für den Ford Eifel. Teils mit BMW-Niere.

## Ihle Eisenbahnen

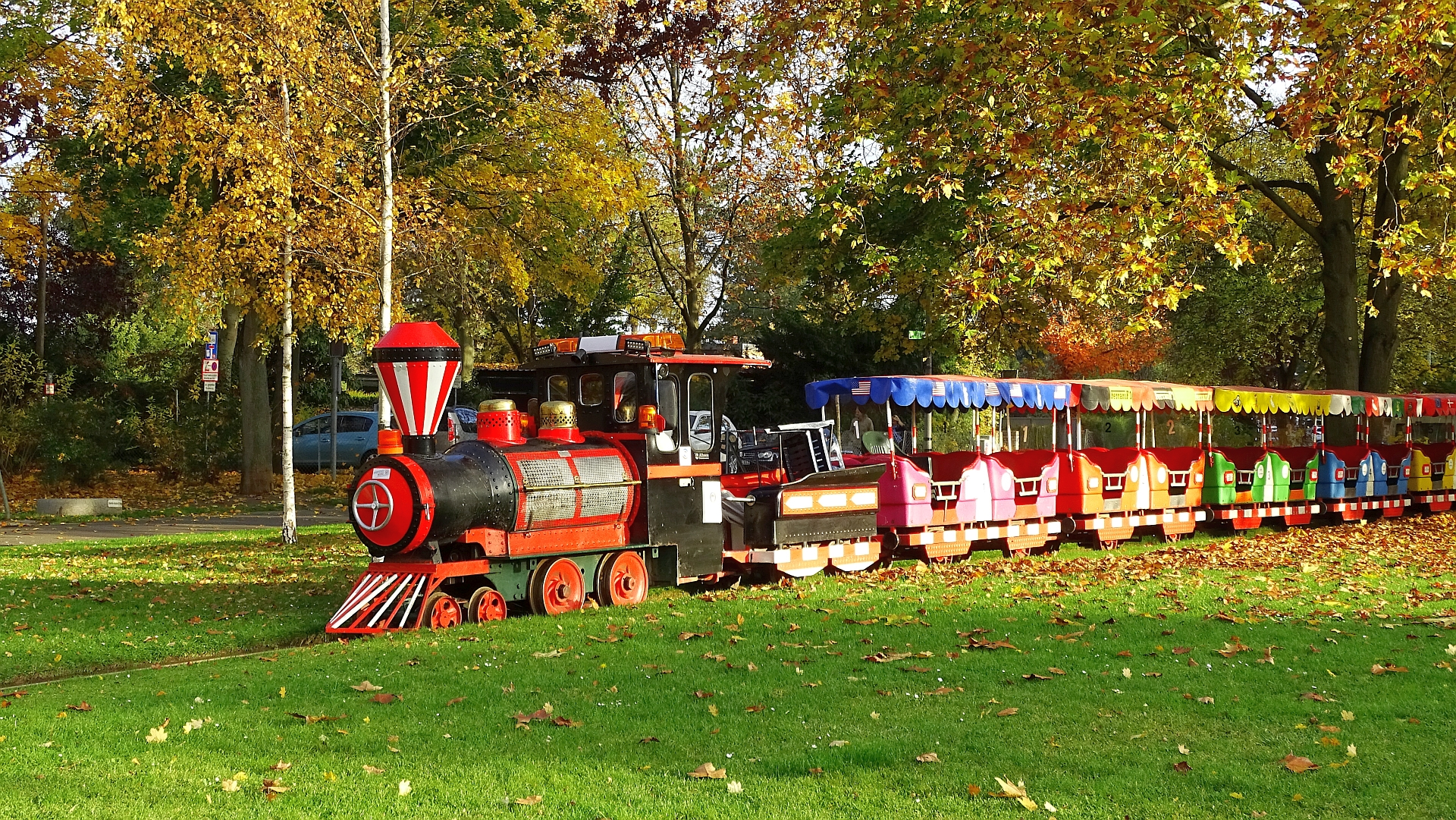
„Flotte Lotte“ (Diema/Ihle) im Volkspark Mainz

Ihle lieferte auch einige schmalspurige Eisenbahnen und Fahrgeschäfte, die zur Personenbeförderung innerhalb eines Parks oder Vergnügungsparks verkehren. Dabei handelt es sich nicht um Kindereisenbahnen. Die Bahnen mit einer Spurweite von 600 mm waren aufgrund ihrer Abmessungen auch zum Transport Erwachsener bestimmt. Die älteste bekannte Parkeisenbahn von Ihle ist die 1964 in Betrieb gegangene Parkbahn Flotte Lotte im Volkspark Mainz. Auf dem nicht näher bekannten Rahmen und Fahrwerk einer Diema-Feldbahnlokomotive wurde eine elektrisch betriebene Mini-Eisenbahn installiert, deren Triebfahrzeug als Westernlok 1973 auf Verbrennungsmotor umgerüstet wurde und die noch in Betrieb ist.

Zwei vergleichbare Lokomotiven – auf Diema-Rahmen aufgebaute Westernloks – wurden an das Phantasialand in Brühl und das Rasti-Land bei Salzhemmendorf geliefert. Die Lokomotive aus dem Phantasialand wurde 1967 mit der Fabriknummer 2933 von Diema über den Händler Feldbahnfabrik Breidenbach & Co., Mannheim geliefert und befindet sich heute stationär als Vesperzug im Freizeitpark Hardt bei Tennenbronn. Sie hat mit der dort fahrenden Parkeisenbahn nichts gemein. Eine weitere Lokomotive ähnlicher Bauart ist die ohne Motor – wieder über den Mannheimer Händler – an Ihle gelieferte
Lokomotive aus Rahmen und vier Achsen für das Rasti-Land in Salzhemmendorf. Es dürfte die ausnahmsweise ohne Motor gelieferte Diema 3337 von 1973 sein, da die Bahn 1973 in Betrieb ging. Bei ihr wurde ein handelsüblicher Boxermotor eingebaut.
Im Jahr 1970 wurde eine mobile elektrische Bahn an Peter Otto, Koblenz, für den Verkehrskindergarten in Altenstadt (Hessen) geliefert, die auf einem kleinen Rundkurs fährt. Die Karosserie erinnert an frühe Aufbauten von Ihle auf Diema-Fahrgestellen, das Fahrzeug entstand jedoch vollständig im eigenen Betrieb. Die Bahn wurde 2008 an die Firma L. Tedesco aus Geisenheim am Rhein weiterverkauft, umgerüstet und fährt als Sternschnuppen Express nur noch auf dem Sternschnuppenmarkt in Wiesbaden. Dort kam sie auch 2017 unverändert zum Einsatz.
In den 1970er Jahren soll Ihle eine weitere stationäre Parkbahn für die Tolk-Schau in Tolk nahe der Stadt Schleswig installiert haben. Zu der Zeit gab es dort auch noch eine mit Dampf betriebene Feldbahn. Nach einer vorübergehenden Stilllegung wird dieser Rundkurs der Feldbahn in den Schulferien im Sommer wieder mit einer Diesellok der Stiftung Deutsche Kleinbahnen befahren, hat aber – im Gegensatz zu früher – keine Gleisverbindung mehr zur Parkbahn. Auf der Parkbahn verkehren auch Westernloks mit den Nummern 1 und 2 des ehemaligen Leverkusener Herstellers Schwingel, der ebenfalls Parkbahnen baute. Nur die Nummer 3 ist von Ihle.
Ab 1977 installierte Ihle im Hansa-Park – einem saisonalen (April–Oktober) Freizeitpark in Sierksdorf (Schleswig-Holstein) an der Ostsee – eine stationäre Bahn mit 3 Zügen. Die Zugmaschinen haben Verbrennungsmotoren. Diese Maschinen gleichen äußerlich der 1970 nach Koblenz gelieferten Bauart.
Eine zweite mobile elektrische Anlage von Ihle ist vom Hamburger Dom (Volksfest) bekannt und wird von der Familie Hemberger betrieben. Sie fährt dort unter dem Namen Hanse-Train.